# Eleições parlamentares europeias de 2019 no distrito de Aveiro
| Eleições parlamentares europeias de 2019 Distritos: Aveiro \| Beja \| Braga \| Bragança \| Castelo Branco \| Coimbra \| Évora \| Faro \| Guarda \| Leiria \| Lisboa \| Portalegre \| Porto \| Santarém \| Setúbal \| Viana do Castelo \| Vila Real \| Viseu \| Açores \| Madeira \| Estrangeiro |

## Resultados por concelho
Os resultados nos concelhos do Distrito de Aveiro foram os seguintes:

### Águeda
| Partido                 | Partido                        | Votos  | %               | +/-  |
| ----------------------- | ------------------------------ | ------ | --------------- | ---- |
|                         | Partido Socialista             | 4 239  | 32,58 / 100,00  | 2,48 |
|                         | Partido Social Democrata       | 3 631  | 27,90 / 100,00  | -    |
|                         | Bloco de Esquerda              | 1 150  | 8,84 / 100,00   | 5,38 |
|                         | CDS – Partido Popular          | 1 005  | 7,72 / 100,00   | -    |
|                         | Pessoas–Animais–Natureza       | 422    | 3,24 / 100,00   | 2,23 |
|                         | Coligação Democrática Unitária | 417    | 3,20 / 100,00   | 3,28 |
|                         | Aliança                        | 154    | 1,18 / 100,00   | Novo |
|                         | LIVRE                          | 141    | 1,08 / 100,00   | 0,28 |
|                         | Outros (com menos de 1,00%)    | 592    | 4,56 / 100,00   |      |
| Votos Inválidos         | Votos Inválidos                | 1 262  | 9,70 / 100,00   | 0,02 |
| Total                   | Total                          | 13 013 | 100,00 / 100,00 |      |
| Eleitorado/Participação | Eleitorado/Participação        | 42 611 | 30,54 / 100,00  | 0,29 |

| Freguesia                                        | %     | %     | %     | %     | %    | %    | %    | %    | Votantes |
| Freguesia                                        | PS    | PSD   | BE    | CDS   | PAN  | CDU  | A    | L    | Votantes |
| ------------------------------------------------ | ----- | ----- | ----- | ----- | ---- | ---- | ---- | ---- | -------- |
| Aguada de Cima                                   | 30,90 | 34,60 | 8,49  | 6,86  | 2,72 | 0,87 | 1,41 | 0,98 | 919      |
| Águeda e Borralha                                | 32,93 | 26,34 | 10,26 | 6,59  | 4,07 | 4,39 | 0,98 | 1,11 | 3 781    |
| Barrô e Aguada de Baixo                          | 32,23 | 31,43 | 8,23  | 8,00  | 2,86 | 0,91 | 0,57 | 1,14 | 875      |
| Belazaima do Chão, Castanheira do Vouga e Agadão | 28,98 | 32,30 | 5,09  | 7,74  | 1,99 | 1,55 | 1,33 | 0,66 | 452      |
| Fermentelos                                      | 14,33 | 37,90 | 8,49  | 16,99 | 3,72 | 1,06 | 1,91 | 1,06 | 942      |
| Macinhata do Vouga                               | 34,81 | 24,25 | 8,28  | 6,84  | 2,88 | 3,60 | 1,32 | 0,84 | 833      |
| Préstimo e Macieira de Alcoba                    | 33,91 | 23,18 | 12,45 | 14,59 | 3,86 | 2,15 | 0,43 | 0,86 | 233      |
| Recardães e Espinhel                             | 37,52 | 25,41 | 8,13  | 5,29  | 3,24 | 3,18 | 0,74 | 1,19 | 1 759    |
| Travassô e Óis da Ribeira                        | 35,12 | 30,01 | 6,82  | 9,17  | 3,15 | 1,57 | 0,79 | 0,66 | 763      |
| Trofa, Segadães e Lamas do Vouga                 | 33,75 | 24,36 | 8,53  | 8,92  | 2,33 | 4,58 | 2,09 | 1,09 | 1 289    |
| Valongo do Vouga                                 | 36,85 | 25,11 | 9,08  | 5,06  | 2,57 | 4,80 | 1,46 | 1,54 | 1 167    |
| Águeda                                           | 32,58 | 27,90 | 8,84  | 7,72  | 3,24 | 3,20 | 1,18 | 1,08 | 13 013   |

### Albergaria-a-Velha
| Partido                 | Partido                        | Votos  | %               | +/-  |
| ----------------------- | ------------------------------ | ------ | --------------- | ---- |
|                         | Partido Social Democrata       | 1 972  | 27,85 / 100,00  | -    |
|                         | Partido Socialista             | 1 879  | 26,53 / 100,00  | 1,82 |
|                         | CDS – Partido Popular          | 1 077  | 15,21 / 100,00  | -    |
|                         | Bloco de Esquerda              | 569    | 8,03 / 100,00   | 4,45 |
|                         | Pessoas–Animais–Natureza       | 292    | 4,12 / 100,00   | 2,88 |
|                         | Coligação Democrática Unitária | 157    | 2,22 / 100,00   | 4,63 |
|                         | Basta!                         | 105    | 1,48 / 100,00   | 0,84 |
|                         | Aliança                        | 91     | 1,28 / 100,00   | Novo |
|                         | LIVRE                          | 86     | 1,21 / 100,00   | 0,05 |
|                         | Outros (com menos de 1,00%)    | 265    | 3,73 / 100,00   |      |
| Votos Inválidos         | Votos Inválidos                | 589    | 8,32 / 100,00   | 0,81 |
| Total                   | Total                          | 7 082  | 100,00 / 100,00 |      |
| Eleitorado/Participação | Eleitorado/Participação        | 22 516 | 31,45 / 100,00  | 0,83 |

| Freguesia                     | %     | %     | %     | %    | %    | %    | %    | %    | %    | Votantes |
| Freguesia                     | PSD   | PS    | CDS   | BE   | PAN  | CDU  | B!   | A    | L    | Votantes |
| ----------------------------- | ----- | ----- | ----- | ---- | ---- | ---- | ---- | ---- | ---- | -------- |
| Albergaria-a-Velha e Valmaior | 25,47 | 24,72 | 15,18 | 8,93 | 4,72 | 3,06 | 1,26 | 1,63 | 1,53 | 2 945    |
| Alquerubim                    | 32,28 | 34,39 | 11,46 | 5,29 | 3,17 | 0,71 | 1,76 | 0,53 | 0,88 | 567      |
| Angeja                        | 26,35 | 34,29 | 10,48 | 8,57 | 3,81 | 3,49 | 2,22 | 1,43 | 0,48 | 630      |
| Branca                        | 31,78 | 24,98 | 16,38 | 6,93 | 3,62 | 1,36 | 1,68 | 1,42 | 1,49 | 1 545    |
| Ribeira de Fráguas            | 25,68 | 25,68 | 21,62 | 6,37 | 3,47 | 0,58 | 0,77 | 0,39 | 0,58 | 518      |
| São João de Loure e Frossos   | 28,39 | 25,20 | 15,28 | 9,35 | 4,22 | 1,94 | 1,60 | 0,80 | 0,80 | 877      |
| Albergaria-a-Velha            | 27,85 | 26,53 | 15,21 | 8,03 | 4,12 | 2,22 | 1,48 | 1,28 | 1,21 | 7 082    |

### Anadia
| Partido                 | Partido                        | Votos  | %               | +/-  |
| ----------------------- | ------------------------------ | ------ | --------------- | ---- |
|                         | Partido Social Democrata       | 2 823  | 34,21 / 100,00  | -    |
|                         | Partido Socialista             | 2 125  | 25,75 / 100,00  | 3,27 |
|                         | CDS – Partido Popular          | 654    | 7,93 / 100,00   | -    |
|                         | Bloco de Esquerda              | 642    | 7,78 / 100,00   | 4,90 |
|                         | Pessoas–Animais–Natureza       | 287    | 3,48 / 100,00   | 2,41 |
|                         | Coligação Democrática Unitária | 216    | 2,62 / 100,00   | 2,42 |
|                         | Aliança                        | 144    | 1,75 / 100,00   | Novo |
|                         | Basta!                         | 95     | 1,15 / 100,00   | 0,43 |
|                         | LIVRE                          | 90     | 1,09 / 100,00   | 0,11 |
|                         | Outros (com menos de 1,00%)    | 317    | 3,84 / 100,00   |      |
| Votos Inválidos         | Votos Inválidos                | 858    | 10,40 / 100,00  | 0,48 |
| Total                   | Total                          | 8 251  | 100,00 / 100,00 |      |
| Eleitorado/Participação | Eleitorado/Participação        | 26 612 | 31,00 / 100,00  | 0,43 |

| Freguesia                                      | %     | %     | %     | %    | %    | %    | %    | %    | %    | Votantes |
| Freguesia                                      | PSD   | PS    | CDS   | BE   | PAN  | CDU  | A    | B!   | L    | Votantes |
| ---------------------------------------------- | ----- | ----- | ----- | ---- | ---- | ---- | ---- | ---- | ---- | -------- |
| Amoreira da Gândara, Paredes do Bairro e Ancas | 39,12 | 22,00 | 8,96  | 8,28 | 3,63 | 1,02 | 0,91 | 1,36 | 0,45 | 882      |
| Arcos e Mogofores                              | 27,85 | 27,69 | 9,61  | 8,73 | 4,39 | 4,13 | 2,35 | 0,84 | 1,41 | 1 914    |
| Avelãs de Caminho                              | 29,17 | 30,06 | 7,74  | 8,93 | 2,08 | 1,79 | 2,38 | 0,30 | 1,19 | 336      |
| Avelãs de Cima                                 | 49,50 | 16,67 | 10,00 | 4,83 | 1,67 | 1,33 | 0,83 | 1,17 | 0,83 | 600      |
| Moita                                          | 34,92 | 26,56 | 7,87  | 7,70 | 3,61 | 2,95 | 2,13 | 0,82 | 0,66 | 610      |
| Sangalhos                                      | 30,09 | 24,51 | 8,51  | 8,00 | 3,10 | 4,30 | 2,24 | 2,06 | 1,72 | 1 163    |
| São Lourenço do Bairro                         | 36,24 | 24,77 | 5,66  | 9,02 | 3,67 | 1,68 | 1,22 | 1,68 | 0,61 | 654      |
| Tamengos, Aguim e Óis do Bairro                | 32,01 | 31,91 | 4,78  | 7,11 | 4,17 | 2,13 | 1,42 | 0,91 | 1,52 | 984      |
| Vila Nova de Monsarros                         | 28,30 | 38,46 | 2,75  | 8,52 | 2,75 | 1,37 | 1,65 | 0,27 | 1,37 | 364      |
| Vilarinho do Bairro                            | 44,62 | 18,41 | 8,60  | 5,78 | 2,82 | 1,21 | 1,48 | 1,21 | 0,27 | 744      |
| Anadia                                         | 34,21 | 25,75 | 7,93  | 7,78 | 3,48 | 2,62 | 1,75 | 1,15 | 1,09 | 8 251    |

### Arouca
| Partido                 | Partido                        | Votos  | %               | +/-  |
| ----------------------- | ------------------------------ | ------ | --------------- | ---- |
|                         | Partido Social Democrata       | 2 338  | 35,97 / 100,00  | -    |
|                         | Partido Socialista             | 1 864  | 28,68 / 100,00  | 6,09 |
|                         | CDS – Partido Popular          | 670    | 10,31 / 100,00  | -    |
|                         | Bloco de Esquerda              | 376    | 5,79 / 100,00   | 3,92 |
|                         | Pessoas–Animais–Natureza       | 177    | 2,72 / 100,00   | 1,71 |
|                         | Coligação Democrática Unitária | 144    | 2,22 / 100,00   | 1,51 |
|                         | Aliança                        | 70     | 1,08 / 100,00   | Novo |
|                         | Outros (com menos de 1,00%)    | 344    | 5,30 / 100,00   |      |
| Votos Inválidos         | Votos Inválidos                | 516    | 7,94 / 100,00   | 0,80 |
| Total                   | Total                          | 6 499  | 100,00 / 100,00 |      |
| Eleitorado/Participação | Eleitorado/Participação        | 19 984 | 32,52 / 100,00  | 0,55 |

| Freguesia                       | %     | %     | %     | %    | %    | %    | %    | Votantes |
| Freguesia                       | PSD   | PS    | CDS   | BE   | PAN  | CDU  | A    | Votantes |
| ------------------------------- | ----- | ----- | ----- | ---- | ---- | ---- | ---- | -------- |
| Alvarenga                       | 40,07 | 28,62 | 11,11 | 6,06 | 1,35 | 1,35 | 0,34 | 297      |
| Arouca e Burgo                  | 30,22 | 31,81 | 8,72  | 7,89 | 2,74 | 3,56 | 1,34 | 1 572    |
| Cabreiros e Albergaria da Serra | 27,27 | 56,06 | 0     | 7,58 | 0    | 1,52 | 0    | 66       |
| Canelas e Espiunca              | 35,98 | 24,69 | 13,81 | 4,60 | 1,67 | 2,09 | 2,09 | 239      |
| Chave                           | 30,98 | 30,98 | 10,25 | 5,92 | 4,78 | 1,59 | 1,82 | 439      |
| Covelo de Paivó e Janarde       | 44,00 | 28,00 | 8,00  | 8,00 | 0    | 1,33 | 1,33 | 75       |
| Escariz                         | 38,26 | 29,90 | 9,81  | 4,50 | 3,86 | 0,64 | 1,13 | 622      |
| Fermedo                         | 40,00 | 27,38 | 9,76  | 5,95 | 2,86 | 1,43 | 1,43 | 420      |
| Mansores                        | 46,09 | 21,74 | 12,46 | 2,90 | 3,19 | 1,45 | 1,16 | 345      |
| Moldes                          | 33,06 | 36,29 | 11,02 | 5,91 | 1,34 | 1,61 | 0    | 372      |
| Rossas                          | 37,33 | 21,43 | 11,06 | 7,37 | 2,53 | 4,15 | 1,61 | 434      |
| Santa Eulália                   | 34,87 | 30,42 | 12,76 | 4,90 | 2,67 | 2,23 | 0,30 | 674      |
| São Miguel do Mato              | 50,55 | 28,02 | 9,34  | 2,20 | 1,65 | 2,20 | 0    | 182      |
| Tropeço                         | 36,12 | 22,05 | 9,13  | 4,94 | 3,80 | 0,38 | 0,38 | 263      |
| Urrô                            | 40,97 | 21,29 | 10,32 | 4,52 | 1,61 | 0,65 | 0,97 | 310      |
| Várzea                          | 38,10 | 22,22 | 12,17 | 2,65 | 3,17 | 4,76 | 2,12 | 189      |
| Arouca                          | 35,97 | 28,68 | 10,31 | 5,79 | 2,72 | 2,22 | 1,08 | 6 499    |

### Aveiro
| Partido                 | Partido                        | Votos  | %               | +/-  |
| ----------------------- | ------------------------------ | ------ | --------------- | ---- |
|                         | Partido Socialista             | 6 971  | 26,92 / 100,00  | 3,15 |
|                         | Partido Social Democrata       | 6 083  | 23,49 / 100,00  | -    |
|                         | Bloco de Esquerda              | 3 378  | 13,05 / 100,00  | 6,90 |
|                         | CDS – Partido Popular          | 2 022  | 7,81 / 100,00   | -    |
|                         | Pessoas–Animais–Natureza       | 1 579  | 6,10 / 100,00   | 4,31 |
|                         | Coligação Democrática Unitária | 907    | 3,50 / 100,00   | 4,64 |
|                         | LIVRE                          | 655    | 2,53 / 100,00   | 0,57 |
|                         | Aliança                        | 561    | 2,17 / 100,00   | Novo |
|                         | Nós, Cidadãos!                 | 397    | 1,53 / 100,00   | Novo |
|                         | Basta!                         | 309    | 1,19 / 100,00   | 0,29 |
|                         | Outros (com menos de 1,00%)    | 807    | 3,11 / 100,00   |      |
| Votos Inválidos         | Votos Inválidos                | 2 223  | 8,58 / 100,00   | 0,88 |
| Total                   | Total                          | 25 892 | 100,00 / 100,00 |      |
| Eleitorado/Participação | Eleitorado/Participação        | 70 778 | 36,58 / 100,00  | 2,83 |

| Freguesia                                 | %     | %     | %     | %     | %    | %    | %    | %    | %    | %    | Votantes |
| Freguesia                                 | PS    | PSD   | BE    | CDS   | PAN  | CDU  | L    | A    | NC!  | B!   | Votantes |
| ----------------------------------------- | ----- | ----- | ----- | ----- | ---- | ---- | ---- | ---- | ---- | ---- | -------- |
| Aradas                                    | 24,61 | 25,52 | 11,38 | 7,63  | 6,79 | 2,49 | 2,56 | 2,87 | 1,68 | 1,65 | 2 857    |
| Cacia                                     | 31,59 | 21,61 | 13,93 | 5,75  | 5,38 | 3,40 | 1,43 | 1,79 | 1,20 | 1,47 | 2 175    |
| Eixo e Eirol                              | 32,78 | 20,45 | 10,97 | 8,12  | 5,51 | 2,96 | 1,66 | 1,72 | 1,01 | 1,13 | 1 687    |
| Esgueira                                  | 30,74 | 20,60 | 14,44 | 6,18  | 6,13 | 4,52 | 2,00 | 1,56 | 1,69 | 1,32 | 4 093    |
| Glória e Vera Cruz                        | 25,20 | 20,48 | 15,13 | 8,08  | 7,21 | 4,51 | 4,54 | 2,55 | 1,87 | 0,84 | 7 735    |
| Oliveirinha                               | 21,82 | 32,49 | 9,19  | 9,33  | 3,65 | 1,89 | 1,19 | 2,18 | 1,54 | 1,26 | 1 425    |
| Requeixo, Nossa Senhora de Fátima e Nariz | 18,97 | 36,67 | 8,02  | 14,44 | 2,62 | 0,48 | 0,71 | 1,67 | 0,71 | 1,11 | 1 260    |
| Santa Joana                               | 28,34 | 27,45 | 11,94 | 5,99  | 5,64 | 3,03 | 1,40 | 2,14 | 1,32 | 1,17 | 2 572    |
| São Bernardo                              | 23,80 | 23,80 | 12,88 | 10,15 | 6,77 | 2,46 | 1,31 | 2,24 | 1,36 | 1,47 | 1 832    |
| São Jacinto                               | 41,41 | 17,58 | 11,33 | 3,52  | 4,69 | 8,59 | 1,56 | 0,78 | 0,78 | 1,17 | 256      |
| Aveiro                                    | 26,92 | 23,49 | 13,05 | 7,81  | 6,10 | 3,50 | 2,53 | 2,17 | 1,53 | 1,19 | 25 892   |

### Castelo de Paiva
| Partido                 | Partido                        | Votos  | %               | +/-  |
| ----------------------- | ------------------------------ | ------ | --------------- | ---- |
|                         | Partido Socialista             | 1 673  | 41,64 / 100,00  | 0,70 |
|                         | Partido Social Democrata       | 1 239  | 30,84 / 100,00  | -    |
|                         | Bloco de Esquerda              | 291    | 7,24 / 100,00   | 3,39 |
|                         | CDS – Partido Popular          | 125    | 3,11 / 100,00   | -    |
|                         | Pessoas–Animais–Natureza       | 106    | 2,64 / 100,00   | 1,78 |
|                         | Coligação Democrática Unitária | 78     | 1,94 / 100,00   | 1,37 |
|                         | Outros (com menos de 1,00%)    | 218    | 5,42 / 100,00   |      |
| Votos Inválidos         | Votos Inválidos                | 288    | 7,17 / 100,00   | 0,99 |
| Total                   | Total                          | 4 018  | 100,00 / 100,00 |      |
| Eleitorado/Participação | Eleitorado/Participação        | 14 108 | 28,48 / 100,00  | 0,85 |

| Freguesia                 | %     | %     | %    | %    | %    | %    | Votantes |
| Freguesia                 | PS    | PSD   | BE   | CDS  | PAN  | CDU  | Votantes |
| ------------------------- | ----- | ----- | ---- | ---- | ---- | ---- | -------- |
| Fornos                    | 45,59 | 29,48 | 4,86 | 1,22 | 4,26 | 3,04 | 329      |
| Raiva, Pedorido e Paraíso | 45,31 | 23,03 | 8,91 | 2,51 | 2,79 | 3,16 | 1 077    |
| Real                      | 49,53 | 23,99 | 7,79 | 2,49 | 1,56 | 1,56 | 321      |
| Santa Maria de Sardoura   | 40,37 | 37,52 | 4,86 | 4,02 | 1,17 | 1,34 | 597      |
| São Martinho de Sardoura  | 33,33 | 42,75 | 6,08 | 2,55 | 1,37 | 1,57 | 510      |
| Sobrado e Bairros         | 39,27 | 31,67 | 7,94 | 4,14 | 3,63 | 1,10 | 1 184    |
| Castelo de Paiva          | 41,64 | 30,84 | 7,24 | 3,11 | 2,64 | 1,94 | 4 018    |

### Espinho
| Partido                 | Partido                        | Votos  | %               | +/-  |
| ----------------------- | ------------------------------ | ------ | --------------- | ---- |
|                         | Partido Socialista             | 3 979  | 33,62 / 100,00  | 1,03 |
|                         | Partido Social Democrata       | 3 143  | 26,56 / 100,00  | -    |
|                         | Bloco de Esquerda              | 1 162  | 9,82 / 100,00   | 4,97 |
|                         | Coligação Democrática Unitária | 689    | 5,82 / 100,00   | 5,71 |
|                         | CDS – Partido Popular          | 597    | 5,04 / 100,00   | -    |
|                         | Pessoas–Animais–Natureza       | 507    | 4,28 / 100,00   | 3,01 |
|                         | LIVRE                          | 181    | 1,53 / 100,00   | 0,06 |
|                         | Aliança                        | 142    | 1,20 / 100,00   | Novo |
|                         | Nós, Cidadãos!                 | 132    | 1,12 / 100,00   | Novo |
|                         | Outros (com menos de 1,00%)    | 486    | 4,11 / 100,00   |      |
| Votos Inválidos         | Votos Inválidos                | 816    | 6,90 / 100,00   | 0,15 |
| Total                   | Total                          | 11 834 | 100,00 / 100,00 |      |
| Eleitorado/Participação | Eleitorado/Participação        | 29 794 | 39,72 / 100,00  | 2,03 |

| Freguesia     | %     | %     | %     | %    | %    | %    | %    | %    | %    | Votantes |
| Freguesia     | PS    | PSD   | BE    | CDU  | CDS  | PAN  | L    | A    | NC!  | Votantes |
| ------------- | ----- | ----- | ----- | ---- | ---- | ---- | ---- | ---- | ---- | -------- |
| Anta e Guetim | 35,36 | 26,04 | 9,48  | 5,52 | 4,72 | 4,14 | 1,36 | 0,90 | 1,04 | 4 344    |
| Espinho       | 25,95 | 30,80 | 10,43 | 5,85 | 6,46 | 4,91 | 1,93 | 1,73 | 1,44 | 4 458    |
| Paramos       | 40,08 | 23,61 | 10,41 | 5,90 | 3,03 | 3,44 | 1,31 | 0,74 | 0,82 | 1 220    |
| Silvalde      | 43,98 | 19,37 | 8,72  | 6,40 | 3,70 | 3,64 | 1,10 | 0,94 | 0,72 | 1 812    |
| Espinho       | 33,62 | 26,56 | 9,82  | 5,82 | 5,04 | 4,28 | 1,53 | 1,20 | 1,12 | 11 834   |

### Estarreja
| Partido                 | Partido                        | Votos  | %               | +/-  |
| ----------------------- | ------------------------------ | ------ | --------------- | ---- |
|                         | Partido Socialista             | 2 310  | 30,97 / 100,00  | 5,44 |
|                         | Partido Social Democrata       | 2 154  | 28,87 / 100,00  | -    |
|                         | Bloco de Esquerda              | 678    | 9,09 / 100,00   | 5,55 |
|                         | CDS – Partido Popular          | 483    | 6,47 / 100,00   | -    |
|                         | Coligação Democrática Unitária | 342    | 4,58 / 100,00   | 4,44 |
|                         | Pessoas–Animais–Natureza       | 290    | 3,89 / 100,00   | 2,57 |
|                         | Aliança                        | 110    | 1,47 / 100,00   | Novo |
|                         | LIVRE                          | 90     | 1,21 / 100,00   | 0,37 |
|                         | Basta!                         | 84     | 1,13 / 100,00   | 0,27 |
|                         | Outros (com menos de 1,00%)    | 326    | 4,38 / 100,00   |      |
| Votos Inválidos         | Votos Inválidos                | 593    | 7,95 / 100,00   | 1,29 |
| Total                   | Total                          | 7 460  | 100,00 / 100,00 |      |
| Eleitorado/Participação | Eleitorado/Participação        | 23 976 | 31,11 / 100,00  | 0,59 |

| Freguesia         | %     | %     | %    | %    | %    | %    | %    | %    | %    | Votantes |
| Freguesia         | PS    | PSD   | BE   | CDS  | CDU  | PAN  | A    | L    | B!   | Votantes |
| ----------------- | ----- | ----- | ---- | ---- | ---- | ---- | ---- | ---- | ---- | -------- |
| Avanca            | 34,02 | 27,14 | 8,77 | 6,10 | 3,61 | 3,61 | 1,11 | 1,33 | 0,83 | 1 802    |
| Beduído e Veiros  | 30,22 | 28,26 | 9,66 | 5,85 | 5,01 | 4,29 | 1,60 | 1,38 | 1,67 | 2 753    |
| Canelas e Fermelã | 28,93 | 28,93 | 9,86 | 6,93 | 5,20 | 2,71 | 2,17 | 0,76 | 0,54 | 923      |
| Pardilhó          | 29,49 | 29,91 | 9,40 | 6,09 | 6,84 | 3,85 | 1,18 | 1,07 | 1,07 | 936      |
| Salreu            | 30,78 | 32,50 | 7,17 | 8,70 | 2,58 | 4,40 | 1,43 | 1,05 | 0,76 | 1 046    |
| Estarreja         | 30,97 | 28,87 | 9,09 | 6,47 | 4,58 | 3,89 | 1,47 | 1,21 | 1,13 | 7 460    |

### Ílhavo
| Partido                 | Partido                        | Votos  | %               | +/-  |
| ----------------------- | ------------------------------ | ------ | --------------- | ---- |
|                         | Partido Social Democrata       | 2 933  | 27,69 / 100,00  | -    |
|                         | Partido Socialista             | 2 806  | 26,49 / 100,00  | 2,86 |
|                         | Bloco de Esquerda              | 1 211  | 11,43 / 100,00  | 6,31 |
|                         | CDS – Partido Popular          | 723    | 6,82 / 100,00   | -    |
|                         | Pessoas–Animais–Natureza       | 656    | 6,19 / 100,00   | 4,35 |
|                         | Coligação Democrática Unitária | 343    | 3,24 / 100,00   | 4,41 |
|                         | Aliança                        | 200    | 1,89 / 100,00   | Novo |
|                         | LIVRE                          | 200    | 1,89 / 100,00   | 0,18 |
|                         | Basta!                         | 133    | 1,26 / 100,00   | 0,31 |
|                         | Nós, Cidadãos!                 | 123    | 1,16 / 100,00   | Novo |
|                         | Outros (com menos de 1,00%)    | 335    | 3,17 / 100,00   |      |
| Votos Inválidos         | Votos Inválidos                | 931    | 8,79 / 100,00   | 1,53 |
| Total                   | Total                          | 10 594 | 100,00 / 100,00 |      |
| Eleitorado/Participação | Eleitorado/Participação        | 35 913 | 29,50 / 100,00  | 1,89 |

| Freguesia             | %     | %     | %     | %    | %    | %    | %    | %    | %    | %    | Votantes |
| Freguesia             | PSD   | PS    | BE    | CDS  | PAN  | CDU  | A    | L    | B!   | NC!  | Votantes |
| --------------------- | ----- | ----- | ----- | ---- | ---- | ---- | ---- | ---- | ---- | ---- | -------- |
| Gafanha da Encarnação | 33,89 | 24,26 | 9,05  | 6,44 | 6,30 | 2,24 | 1,67 | 0,94 | 1,52 | 0,72 | 1 381    |
| Gafanha da Nazaré     | 26,89 | 25,39 | 10,94 | 7,42 | 6,23 | 3,36 | 2,39 | 1,88 | 1,35 | 1,38 | 4 139    |
| Gafanha do Carmo      | 36,21 | 27,57 | 9,58  | 4,67 | 6,31 | 1,64 | 1,17 | 0,70 | 0,93 | 0,70 | 428      |
| Ílhavo (São Salvador) | 25,76 | 28,02 | 12,74 | 6,61 | 6,11 | 3,57 | 1,57 | 2,28 | 1,12 | 1,14 | 4 646    |
| Ílhavo                | 27,69 | 26,49 | 11,43 | 6,82 | 6,19 | 3,24 | 1,89 | 1,89 | 1,26 | 1,16 | 10 594   |

### Mealhada
| Partido                 | Partido                        | Votos  | %               | +/-  |
| ----------------------- | ------------------------------ | ------ | --------------- | ---- |
|                         | Partido Socialista             | 2 161  | 39,34 / 100,00  | 0,60 |
|                         | Partido Social Democrata       | 1 022  | 18,61 / 100,00  | -    |
|                         | Bloco de Esquerda              | 714    | 13,00 / 100,00  | 8,45 |
|                         | Coligação Democrática Unitária | 277    | 5,04 / 100,00   | 4,98 |
|                         | Pessoas–Animais–Natureza       | 222    | 4,04 / 100,00   | 2,71 |
|                         | CDS – Partido Popular          | 208    | 3,79 / 100,00   | -    |
|                         | Aliança                        | 69     | 1,26 / 100,00   | Novo |
|                         | Basta!                         | 67     | 1,22 / 100,00   | Novo |
|                         | Outros (com menos de 1,00%)    | 268    | 4,88 / 100,00   |      |
| Votos Inválidos         | Votos Inválidos                | 485    | 8,82 / 100,00   | 0,34 |
| Total                   | Total                          | 5 493  | 100,00 / 100,00 |      |
| Eleitorado/Participação | Eleitorado/Participação        | 18 106 | 30,34 / 100,00  | 0,62 |

| Freguesia                           | %     | %     | %     | %    | %    | %    | %    | %    | Votantes |
| Freguesia                           | PS    | PSD   | BE    | CDU  | PAN  | CDS  | A    | B!   | Votantes |
| ----------------------------------- | ----- | ----- | ----- | ---- | ---- | ---- | ---- | ---- | -------- |
| Barcouço                            | 42,83 | 14,89 | 13,42 | 6,25 | 4,23 | 2,94 | 0,74 | 1,84 | 544      |
| Casal Comba                         | 47,32 | 16,31 | 10,71 | 3,24 | 3,24 | 3,61 | 1,12 | 1,25 | 803      |
| Luso                                | 37,50 | 19,54 | 15,52 | 4,74 | 4,02 | 3,45 | 1,87 | 1,01 | 696      |
| Mealhada, Ventosa do Bairro e Antes | 34,13 | 21,76 | 12,37 | 3,73 | 4,37 | 5,33 | 1,23 | 1,12 | 1 875    |
| Pampilhosa                          | 39,15 | 14,62 | 13,99 | 8,36 | 4,72 | 2,82 | 1,73 | 1,45 | 1 101    |
| Vacariça                            | 45,57 | 22,15 | 12,87 | 4,64 | 2,32 | 1,69 | 0,21 | 0,63 | 474      |
| Mealhada                            | 39,34 | 18,61 | 13,00 | 5,04 | 4,04 | 3,79 | 1,26 | 1,22 | 5 493    |

### Murtosa
| Partido                 | Partido                        | Votos | %               | +/-  |
| ----------------------- | ------------------------------ | ----- | --------------- | ---- |
|                         | Partido Social Democrata       | 933   | 41,76 / 100,00  | -    |
|                         | Partido Socialista             | 485   | 21,71 / 100,00  | 4,17 |
|                         | CDS – Partido Popular          | 169   | 7,56 / 100,00   | -    |
|                         | Bloco de Esquerda              | 155   | 6,94 / 100,00   | 4,59 |
|                         | Pessoas–Animais–Natureza       | 80    | 3,58 / 100,00   | 2,40 |
|                         | Coligação Democrática Unitária | 56    | 2,51 / 100,00   | 3,01 |
|                         | Aliança                        | 43    | 1,92 / 100,00   | Novo |
|                         | LIVRE                          | 32    | 1,43 / 100,00   | 0,37 |
|                         | Basta!                         | 27    | 1,21 / 100,00   | 0,68 |
|                         | Nós, Cidadãos!                 | 24    | 1,07 / 100,00   | Novo |
|                         | Outros (com menos de 1,00%)    | 59    | 2,64 / 100,00   |      |
| Votos Inválidos         | Votos Inválidos                | 171   | 7,66 / 100,00   | 0,78 |
| Total                   | Total                          | 2 234 | 100,00 / 100,00 |      |
| Eleitorado/Participação | Eleitorado/Participação        | 9 851 | 22,68 / 100,00  | 1,98 |

| Freguesia | %     | %     | %     | %    | %    | %    | %    | %    | %    | %    | Votantes |
| Freguesia | PSD   | PS    | CDS   | BE   | PAN  | CDU  | A    | L    | B!   | NC!  | Votantes |
| --------- | ----- | ----- | ----- | ---- | ---- | ---- | ---- | ---- | ---- | ---- | -------- |
| Bunheiro  | 47,10 | 21,35 | 5,97  | 5,02 | 4,55 | 2,20 | 1,57 | 0,47 | 0,94 | 0,78 | 637      |
| Monte     | 39,32 | 26,21 | 3,42  | 7,98 | 2,56 | 3,13 | 0,85 | 1,99 | 1,99 | 1,14 | 351      |
| Murtosa   | 43,53 | 20,75 | 6,86  | 7,02 | 3,59 | 1,40 | 3,12 | 2,34 | 0,62 | 1,25 | 641      |
| Torreira  | 35,70 | 20,50 | 12,40 | 8,26 | 3,14 | 3,64 | 1,65 | 1,16 | 1,65 | 1,16 | 605      |
| Murtosa   | 41,76 | 21,71 | 7,56  | 6,94 | 3,58 | 2,51 | 1,92 | 1,43 | 1,21 | 1,07 | 2 234    |

### Oliveira de Azeméis
| Partido                 | Partido                        | Votos  | %               | +/-  |
| ----------------------- | ------------------------------ | ------ | --------------- | ---- |
|                         | Partido Socialista             | 7 758  | 35,97 / 100,00  | 4,41 |
|                         | Partido Social Democrata       | 5 905  | 27,38 / 100,00  | -    |
|                         | Bloco de Esquerda              | 1 804  | 8,37 / 100,00   | 4,78 |
|                         | CDS – Partido Popular          | 1 451  | 6,73 / 100,00   | -    |
|                         | Pessoas–Animais–Natureza       | 965    | 4,47 / 100,00   | 3,15 |
|                         | Coligação Democrática Unitária | 413    | 1,92 / 100,00   | 3,32 |
|                         | LIVRE                          | 266    | 1,23 / 100,00   | 0,34 |
|                         | Aliança                        | 245    | 1,14 / 100,00   | Novo |
|                         | Outros (com menos de 1,00%)    | 1 020  | 4,74 / 100,00   |      |
| Votos Inválidos         | Votos Inválidos                | 1 738  | 8,06 / 100,00   | 0,38 |
| Total                   | Total                          | 21 565 | 100,00 / 100,00 |      |
| Eleitorado/Participação | Eleitorado/Participação        | 60 356 | 35,73 / 100,00  | 0,14 |

| Freguesia                               | %     | %     | %     | %     | %    | %    | %    | %    | Votantes |
| Freguesia                               | PS    | PSD   | BE    | CDS   | PAN  | CDU  | L    | A    | Votantes |
| --------------------------------------- | ----- | ----- | ----- | ----- | ---- | ---- | ---- | ---- | -------- |
| Carregosa                               | 29,05 | 29,13 | 7,15  | 10,42 | 4,87 | 1,22 | 1,67 | 1,06 | 1 315    |
| Cesar                                   | 33,46 | 31,07 | 8,03  | 5,35  | 4,49 | 2,68 | 0,96 | 1,15 | 1 046    |
| Fajões                                  | 34,21 | 29,98 | 5,15  | 9,04  | 5,61 | 1,83 | 1,49 | 1,14 | 874      |
| Loureiro                                | 25,04 | 39,77 | 5,41  | 6,74  | 4,41 | 2,25 | 1,16 | 1,91 | 1 202    |
| Macieira de Sarnes                      | 36,44 | 26,24 | 9,91  | 2,33  | 4,81 | 4,81 | 0,44 | 1,02 | 686      |
| Nogueira do Cravo e Pindelo             | 38,83 | 23,90 | 6,65  | 5,68  | 4,49 | 2,38 | 1,41 | 1,19 | 1 849    |
| Oliveira de Azeméis                     | 33,85 | 25,87 | 10,36 | 7,29  | 5,31 | 2,09 | 1,31 | 1,17 | 6 417    |
| Ossela                                  | 34,79 | 33,56 | 5,62  | 8,08  | 3,42 | 0,55 | 1,37 | 1,37 | 730      |
| Pinheiro da Bemposta, Travanca e Palmaz | 33,95 | 29,44 | 7,86  | 9,94  | 4,30 | 0,90 | 1,01 | 1,12 | 1 882    |
| São Martinho da Gândara                 | 40,12 | 31,46 | 6,69  | 4,10  | 3,50 | 1,52 | 0,61 | 0,91 | 658      |
| São Roque                               | 39,29 | 27,51 | 9,59  | 4,91  | 3,08 | 1,48 | 1,01 | 0,71 | 1 690    |
| Vila de Cucujães                        | 45,55 | 21,89 | 8,24  | 4,76  | 3,54 | 1,83 | 1,37 | 1,03 | 3 216    |
| Oliveira de Azeméis                     | 35,97 | 27,38 | 8,37  | 6,73  | 4,47 | 1,92 | 1,23 | 1,14 | 21 565   |

### Oliveira do Bairro
| Partido                 | Partido                        | Votos  | %               | +/-  |
| ----------------------- | ------------------------------ | ------ | --------------- | ---- |
|                         | Partido Social Democrata       | 2 205  | 36,53 / 100,00  | -    |
|                         | Partido Socialista             | 1 080  | 17,89 / 100,00  | 4,32 |
|                         | CDS – Partido Popular          | 991    | 16,42 / 100,00  | -    |
|                         | Bloco de Esquerda              | 362    | 6,00 / 100,00   | 3,30 |
|                         | Pessoas–Animais–Natureza       | 169    | 2,80 / 100,00   | 1,82 |
|                         | Aliança                        | 112    | 1,86 / 100,00   | Novo |
|                         | Basta!                         | 103    | 1,71 / 100,00   | 0,88 |
|                         | Coligação Democrática Unitária | 91     | 1,51 / 100,00   | 2,49 |
|                         | Nós, Cidadãos!                 | 65     | 1,08 / 100,00   | Novo |
|                         | Outros (com menos de 1,00%)    | 265    | 4,39 / 100,00   |      |
| Votos Inválidos         | Votos Inválidos                | 593    | 9,82 / 100,00   | 0,35 |
| Total                   | Total                          | 6 036  | 100,00 / 100,00 |      |
| Eleitorado/Participação | Eleitorado/Participação        | 20 848 | 28,95 / 100,00  | 0,65 |

| Freguesia                     | %     | %     | %     | %    | %    | %    | %    | %    | %    | Votantes |
| Freguesia                     | PSD   | PS    | CDS   | BE   | PAN  | A    | B!   | CDU  | NC!  | Votantes |
| ----------------------------- | ----- | ----- | ----- | ---- | ---- | ---- | ---- | ---- | ---- | -------- |
| Bustos, Troviscal e Mamarrosa | 36,95 | 16,18 | 23,49 | 4,10 | 1,77 | 1,55 | 1,44 | 1,61 | 0,50 | 1 805    |
| Oiã                           | 35,02 | 19,47 | 14,04 | 6,94 | 3,81 | 2,09 | 2,19 | 1,72 | 1,36 | 1 916    |
| Oliveira do Bairro            | 32,27 | 20,54 | 12,75 | 7,46 | 3,19 | 1,49 | 1,49 | 1,76 | 1,42 | 1 475    |
| Palhaça                       | 46,55 | 13,33 | 13,10 | 5,36 | 2,02 | 2,62 | 1,55 | 0,36 | 1,07 | 840      |
| Oliveira do Bairro            | 36,53 | 17,89 | 16,42 | 6,00 | 2,80 | 1,86 | 1,71 | 1,51 | 1,08 | 6 036    |

### Ovar
| Partido                 | Partido                        | Votos  | %               | +/-  |
| ----------------------- | ------------------------------ | ------ | --------------- | ---- |
|                         | Partido Socialista             | 5 865  | 33,45 / 100,00  | 1,10 |
|                         | Partido Social Democrata       | 4 426  | 25,24 / 100,00  | -    |
|                         | Bloco de Esquerda              | 1 969  | 11,23 / 100,00  | 5,76 |
|                         | Coligação Democrática Unitária | 846    | 4,83 / 100,00   | 5,47 |
|                         | Pessoas–Animais–Natureza       | 840    | 4,79 / 100,00   | 3,58 |
|                         | CDS – Partido Popular          | 701    | 4,00 / 100,00   | -    |
|                         | LIVRE                          | 246    | 1,40 / 100,00   | 0,35 |
|                         | Aliança                        | 210    | 1,20 / 100,00   | Novo |
|                         | Nós, Cidadãos!                 | 184    | 1,05 / 100,00   | Novo |
|                         | Iniciativa Liberal             | 180    | 1,03 / 100,00   | Novo |
|                         | Outros (com menos de 1,00%)    | 578    | 3,30 / 100,00   |      |
| Votos Inválidos         | Votos Inválidos                | 1 488  | 8,48 / 100,00   | 0,01 |
| Total                   | Total                          | 17 533 | 100,00 / 100,00 |      |
| Eleitorado/Participação | Eleitorado/Participação        | 50 354 | 34,82 / 100,00  | 0,53 |

| Freguesia | %     | %     | %     | %    | %    | %    | %    | %    | %    | %    | Votantes |
| Freguesia | PS    | PSD   | BE    | CDU  | PAN  | CDS  | L    | A    | NC!  | IL   | Votantes |
| --------- | ----- | ----- | ----- | ---- | ---- | ---- | ---- | ---- | ---- | ---- | -------- |
| Cortegaça | 35,10 | 27,20 | 10,14 | 2,80 | 4,97 | 4,69 | 1,68 | 0,98 | 1,61 | 1,19 | 1 430    |
| Esmoriz   | 31,79 | 29,11 | 10,21 | 3,33 | 5,29 | 3,77 | 1,26 | 1,30 | 1,11 | 1,47 | 4 143    |
| Maceda    | 38,97 | 27,00 | 7,72  | 4,85 | 2,97 | 2,27 | 0,89 | 1,09 | 0,99 | 0,59 | 1 011    |
| Ovar      | 32,86 | 22,22 | 12,49 | 5,83 | 4,93 | 4,32 | 1,57 | 1,18 | 1,01 | 0,96 | 9 295    |
| Válega    | 36,15 | 29,81 | 9,79  | 4,66 | 3,75 | 3,20 | 0,91 | 1,27 | 0,67 | 0,42 | 1 654    |
| Ovar      | 33,45 | 25,24 | 11,23 | 4,83 | 4,79 | 4,00 | 1,40 | 1,20 | 1,05 | 1,03 | 17 533   |

### Santa Maria da Feira
| Partido                 | Partido                        | Votos   | %               | +/-  |
| ----------------------- | ------------------------------ | ------- | --------------- | ---- |
|                         | Partido Socialista             | 15 868  | 35,71 / 100,00  | 1,19 |
|                         | Partido Social Democrata       | 12 075  | 27,18 / 100,00  | -    |
|                         | Bloco de Esquerda              | 4 071   | 9,16 / 100,00   | 4,82 |
|                         | CDS – Partido Popular          | 2 464   | 5,55 / 100,00   | -    |
|                         | Pessoas–Animais–Natureza       | 1 901   | 4,28 / 100,00   | 3,08 |
|                         | Coligação Democrática Unitária | 1 190   | 2,68 / 100,00   | 2,94 |
|                         | LIVRE                          | 541     | 1,22 / 100,00   | 0,32 |
|                         | Aliança                        | 496     | 1,12 / 100,00   | Novo |
|                         | Nós, Cidadãos!                 | 458     | 1,03 / 100,00   | Novo |
|                         | Outros (com menos de 1,00%)    | 1 811   | 4,07 / 100,00   |      |
| Votos Inválidos         | Votos Inválidos                | 3 558   | 8,01 / 100,00   | 0,21 |
| Total                   | Total                          | 44 433  | 100,00 / 100,00 |      |
| Eleitorado/Participação | Eleitorado/Participação        | 125 141 | 35,51 / 100,00  | 0,49 |

| Freguesia                       | %     | %     | %     | %    | %    | %    | %    | %    | %    | Votantes |
| Freguesia                       | PS    | PSD   | BE    | CDS  | PAN  | CDU  | L    | A    | NC!  | Votantes |
| ------------------------------- | ----- | ----- | ----- | ---- | ---- | ---- | ---- | ---- | ---- | -------- |
| Argoncilhe                      | 34,97 | 32,01 | 8,29  | 6,40 | 4,38 | 2,02 | 0,81 | 0,61 | 0,84 | 2 968    |
| Arrifana                        | 42,02 | 25,08 | 7,71  | 5,18 | 3,24 | 2,97 | 1,67 | 0,81 | 1,08 | 1 854    |
| Caldas de São Jorge e Pigeiros  | 37,10 | 22,74 | 9,79  | 6,80 | 3,65 | 4,81 | 1,00 | 1,08 | 0,91 | 1 205    |
| Canedo, Vale e Vila Maior       | 28,47 | 35,83 | 8,97  | 6,56 | 3,98 | 1,40 | 0,89 | 1,02 | 0,68 | 2 364    |
| Escapães                        | 34,87 | 31,30 | 7,89  | 5,17 | 4,32 | 1,69 | 1,50 | 0,75 | 1,22 | 1 064    |
| Fiães                           | 37,83 | 23,29 | 9,79  | 4,58 | 3,36 | 5,25 | 0,80 | 1,22 | 0,84 | 2 379    |
| Fornos                          | 31,31 | 29,81 | 10,27 | 5,18 | 4,99 | 2,89 | 1,10 | 1,10 | 0,90 | 1 003    |
| Lobão, Gião, Louredo e Guisande | 32,74 | 31,65 | 6,35  | 6,17 | 5,34 | 1,71 | 1,31 | 1,13 | 0,91 | 2 755    |
| Lourosa                         | 38,61 | 25,88 | 10,44 | 4,69 | 3,64 | 2,41 | 0,75 | 1,12 | 0,95 | 2 940    |
| Milheirós de Poiares            | 43,20 | 26,50 | 6,71  | 3,36 | 3,36 | 2,12 | 1,24 | 0,53 | 0,71 | 1 132    |
| Mozelos                         | 37,00 | 25,15 | 10,40 | 4,04 | 5,68 | 2,74 | 2,19 | 0,91 | 0,99 | 2 624    |
| Nogueira da Regedoura           | 37,10 | 26,82 | 9,60  | 5,33 | 4,56 | 2,62 | 1,79 | 1,36 | 0,58 | 2 062    |
| Paços de Brandão                | 30,67 | 29,19 | 8,86  | 8,66 | 4,08 | 2,19 | 1,58 | 1,07 | 1,43 | 1 963    |
| Rio Meão                        | 37,24 | 26,05 | 8,13  | 6,36 | 3,77 | 2,24 | 0,77 | 1,30 | 1,18 | 1 697    |
| Romariz                         | 36,63 | 31,39 | 6,73  | 6,63 | 1,98 | 1,09 | 1,49 | 1,19 | 1,39 | 1 010    |
| Sanguedo                        | 32,77 | 30,15 | 8,15  | 5,06 | 4,68 | 1,59 | 0,75 | 1,78 | 0,37 | 1 068    |
| Santa Maria da Feira            | 30,66 | 27,31 | 9,86  | 5,76 | 5,41 | 3,12 | 1,64 | 1,59 | 1,54 | 6 027    |
| Santa Maria de Lamas            | 38,65 | 24,01 | 8,98  | 5,72 | 3,70 | 2,29 | 1,03 | 0,49 | 1,42 | 1 837    |
| São João de Ver                 | 37,44 | 23,08 | 11,68 | 4,12 | 4,35 | 2,51 | 1,07 | 1,44 | 1,17 | 2 989    |
| São Miguel do Souto e Mosteirô  | 44,19 | 20,97 | 9,41  | 6,26 | 3,55 | 1,20 | 0,95 | 1,00 | 0,75 | 1 998    |
| São Paio de Oleiros             | 38,15 | 23,90 | 9,37  | 4,28 | 7,10 | 3,55 | 1,00 | 0,94 | 0,67 | 1 494    |
| Santa Maria da Feira            | 35,71 | 27,18 | 9,16  | 5,55 | 4,28 | 2,68 | 1,22 | 1,12 | 1,03 | 44 433   |

### São João da Madeira
| Partido                 | Partido                        | Votos  | %               | +/-  |
| ----------------------- | ------------------------------ | ------ | --------------- | ---- |
|                         | Partido Socialista             | 2 766  | 37,17 / 100,00  | 3,62 |
|                         | Partido Social Democrata       | 1 585  | 21,30 / 100,00  | -    |
|                         | Bloco de Esquerda              | 774    | 10,40 / 100,00  | 5,52 |
|                         | CDS – Partido Popular          | 462    | 6,21 / 100,00   | -    |
|                         | Pessoas–Animais–Natureza       | 371    | 4,99 / 100,00   | 3,42 |
|                         | Coligação Democrática Unitária | 302    | 4,06 / 100,00   | 4,92 |
|                         | Nós, Cidadãos!                 | 125    | 1,68 / 100,00   | Novo |
|                         | LIVRE                          | 109    | 1,46 / 100,00   | 0,30 |
|                         | Aliança                        | 92     | 1,24 / 100,00   | Novo |
|                         | Outros (com menos de 1,00%)    | 279    | 3,75 / 100,00   |      |
| Votos Inválidos         | Votos Inválidos                | 576    | 7,75 / 100,00   | 0,35 |
| Total                   | Total                          | 7 441  | 100,00 / 100,00 |      |
| Eleitorado/Participação | Eleitorado/Participação        | 20 104 | 37,01 / 100,00  | 0,06 |

| Freguesia           | %     | %     | %     | %    | %    | %    | %    | %    | %    | Votantes |
| Freguesia           | PS    | PSD   | BE    | CDS  | PAN  | CDU  | NC!  | L    | A    | Votantes |
| ------------------- | ----- | ----- | ----- | ---- | ---- | ---- | ---- | ---- | ---- | -------- |
| São João da Madeira | 37,17 | 21,30 | 10,40 | 6,21 | 4,99 | 4,09 | 1,68 | 1,46 | 1,24 | 7 441    |
| São João da Madeira | 37,17 | 21,30 | 10,40 | 6,21 | 4,99 | 4,09 | 1,68 | 1,46 | 1,24 | 7 441    |

### Sever do Vouga
| Partido                 | Partido                        | Votos  | %               | +/-  |
| ----------------------- | ------------------------------ | ------ | --------------- | ---- |
|                         | Partido Social Democrata       | 1 384  | 34,47 / 100,00  | -    |
|                         | Partido Socialista             | 972    | 24,21 / 100,00  | 3,11 |
|                         | CDS – Partido Popular          | 550    | 13,70 / 100,00  | -    |
|                         | Bloco de Esquerda              | 258    | 6,43 / 100,00   | 3,98 |
|                         | Pessoas–Animais–Natureza       | 117    | 2,91 / 100,00   | 1,95 |
|                         | Coligação Democrática Unitária | 68     | 1,69 / 100,00   | 2,03 |
|                         | Aliança                        | 56     | 1,39 / 100,00   | Novo |
|                         | Basta!                         | 46     | 1,15 / 100,00   | 0,16 |
|                         | Outros (com menos de 1,00%)    | 140    | 3,48 / 100,00   |      |
| Votos Inválidos         | Votos Inválidos                | 424    | 10,56 / 100,00  | 0,57 |
| Total                   | Total                          | 4 015  | 100,00 / 100,00 |      |
| Eleitorado/Participação | Eleitorado/Participação        | 10 881 | 36,90 / 100,00  | 2,83 |

| Freguesia               | %     | %     | %     | %    | %    | %    | %    | %    | Votantes |
| Freguesia               | PSD   | PS    | CDS   | BE   | PAN  | CDU  | A    | B!   | Votantes |
| ----------------------- | ----- | ----- | ----- | ---- | ---- | ---- | ---- | ---- | -------- |
| Cedrim e Paradela       | 35,53 | 18,59 | 18,12 | 4,71 | 3,29 | 0,94 | 0,94 | 0,71 | 425      |
| Couto de Esteves        | 50,33 | 24,34 | 9,21  | 3,29 | 1,32 | 0,99 | 0,33 | 0,99 | 304      |
| Pessegueiro do Vouga    | 36,96 | 22,08 | 12,16 | 9,44 | 1,92 | 1,76 | 1,28 | 1,12 | 625      |
| Rocas do Vouga          | 33,11 | 32,43 | 7,43  | 6,08 | 3,60 | 3,15 | 0,68 | 0,45 | 444      |
| Sever do Vouga          | 34,07 | 21,74 | 11,82 | 8,72 | 3,31 | 1,30 | 1,90 | 1,30 | 998      |
| Silva Escura e Dornelas | 31,57 | 24,31 | 13,34 | 4,76 | 3,83 | 2,11 | 1,59 | 1,32 | 757      |
| Talhadas                | 26,62 | 29,44 | 25,32 | 4,11 | 1,95 | 1,52 | 1,95 | 1,73 | 462      |
| Sever do Vouga          | 34,47 | 24,21 | 13,70 | 6,43 | 2,91 | 1,69 | 1,39 | 1,15 | 4 015    |

### Vagos
| Partido                 | Partido                        | Votos  | %               | +/-  |
| ----------------------- | ------------------------------ | ------ | --------------- | ---- |
|                         | Partido Social Democrata       | 2 962  | 46,03 / 100,00  | -    |
|                         | Partido Socialista             | 963    | 14,97 / 100,00  | 1,34 |
|                         | CDS – Partido Popular          | 868    | 13,49 / 100,00  | -    |
|                         | Bloco de Esquerda              | 396    | 6,15 / 100,00   | 3,25 |
|                         | Pessoas–Animais–Natureza       | 248    | 3,85 / 100,00   | 2,71 |
|                         | Aliança                        | 101    | 1,57 / 100,00   | Novo |
|                         | Coligação Democrática Unitária | 77     | 1,20 / 100,00   | 1,94 |
|                         | Basta!                         | 66     | 1,03 / 100,00   | 0,22 |
|                         | Outros (com menos de 1,00%)    | 270    | 4,18 / 100,00   |      |
| Votos Inválidos         | Votos Inválidos                | 484    | 7,52 / 100,00   | 0,34 |
| Total                   | Total                          | 6 435  | 100,00 / 100,00 |      |
| Eleitorado/Participação | Eleitorado/Participação        | 22 007 | 29,24 / 100,00  | 3,21 |

| Freguesia                       | %     | %     | %     | %    | %    | %    | %    | %    | Votantes |
| Freguesia                       | PSD   | PS    | CDS   | BE   | PAN  | A    | CDU  | B!   | Votantes |
| ------------------------------- | ----- | ----- | ----- | ---- | ---- | ---- | ---- | ---- | -------- |
| Calvão                          | 48,93 | 10,43 | 17,94 | 6,44 | 4,45 | 0,46 | 0,46 | 0,92 | 652      |
| Fonte de Angeão e Covão do Lobo | 62,27 | 7,99  | 10,80 | 3,93 | 2,95 | 0,56 | 0,28 | 1,26 | 713      |
| Gafanha da Boa Hora             | 41,41 | 17,70 | 8,76  | 8,42 | 4,64 | 2,06 | 2,23 | 0,86 | 582      |
| Ouca                            | 46,26 | 11,45 | 22,90 | 2,80 | 3,04 | 2,34 | 0,70 | 0,47 | 428      |
| Ponte de Vagos e Santa Catarina | 52,11 | 9,08  | 16,29 | 4,60 | 2,49 | 1,74 | 0,75 | 0,87 | 804      |
| Santo André de Vagos            | 59,33 | 8,13  | 15,90 | 2,59 | 1,85 | 0,92 | 0,92 | 0,92 | 541      |
| Sosa                            | 41,82 | 19,53 | 13,59 | 5,01 | 3,43 | 2,24 | 1,58 | 1,32 | 758      |
| Vagos e Santo António           | 35,92 | 21,51 | 10,48 | 8,99 | 5,21 | 1,84 | 1,69 | 1,12 | 1 957    |
| Vagos                           | 46,03 | 14,97 | 13,49 | 6,15 | 3,83 | 1,57 | 1,20 | 1,03 | 6 435    |

### Vale de Cambra
| Partido                 | Partido                        | Votos  | %               | +/-  |
| ----------------------- | ------------------------------ | ------ | --------------- | ---- |
|                         | Partido Socialista             | 2 250  | 27,53 / 100,00  | 2,36 |
|                         | Partido Social Democrata       | 2 040  | 24,96 / 100,00  | -    |
|                         | CDS – Partido Popular          | 1 495  | 18,29 / 100,00  | -    |
|                         | Bloco de Esquerda              | 550    | 6,73 / 100,00   | 3,02 |
|                         | Pessoas–Animais–Natureza       | 311    | 3,81 / 100,00   | 2,54 |
|                         | Coligação Democrática Unitária | 147    | 1,80 / 100,00   | 2,45 |
|                         | LIVRE                          | 92     | 1,13 / 100,00   | 0,43 |
|                         | Aliança                        | 85     | 1,04 / 100,00   | Novo |
|                         | Outros (com menos de 1,00%)    | 386    | 4,72 / 100,00   |      |
| Votos Inválidos         | Votos Inválidos                | 817    | 10,00 / 100,00  | 0,70 |
| Total                   | Total                          | 8 173  | 100,00 / 100,00 |      |
| Eleitorado/Participação | Eleitorado/Participação        | 20 777 | 39,34 / 100,00  | 2,26 |

| Freguesia                               | %     | %     | %     | %    | %    | %    | %    | %    | Votantes |
| Freguesia                               | PS    | PSD   | CDS   | BE   | PAN  | CDU  | L    | A    | Votantes |
| --------------------------------------- | ----- | ----- | ----- | ---- | ---- | ---- | ---- | ---- | -------- |
| Arões                                   | 19,65 | 29,67 | 32,61 | 3,54 | 1,57 | 1,38 | 0,79 | 0,59 | 509      |
| Cepelos                                 | 20,74 | 34,56 | 15,67 | 4,38 | 4,84 | 1,15 | 2,53 | 0,46 | 434      |
| Junqueira                               | 14,63 | 26,14 | 35,73 | 3,12 | 2,88 | 0,24 | 0,72 | 0,72 | 417      |
| Macieira de Cambra                      | 34,35 | 20,34 | 15,83 | 7,85 | 3,69 | 2,05 | 0,82 | 1,29 | 1 706    |
| Roge                                    | 36,73 | 22,18 | 15,82 | 7,45 | 2,55 | 1,45 | 0,55 | 1,09 | 550      |
| São Pedro de Castelões                  | 25,69 | 24,56 | 18,66 | 6,79 | 4,26 | 2,07 | 1,44 | 1,09 | 2 561    |
| Vila Chã, Codal e Vila Cova de Perrinho | 27,71 | 26,65 | 13,88 | 7,57 | 4,21 | 1,90 | 1,00 | 1,05 | 1 996    |
| Vale de Cambra                          | 27,53 | 24,96 | 18,29 | 6,73 | 3,81 | 1,80 | 1,13 | 1,04 | 8 173    |